# Schlossruine Bübingen
Das Schloss Bübingen ist die Ruine eines Renaissance-Schlosses im zum Gemeindebezirk Nennig der Gemeinde Perl im Landkreis Merzig-Wadern (Saarland) gehörenden Ortsteil Bübingen, der mit dem Dorf Wies zusammengewachsen ist. Das Schloss war der Stammsitz des luxemburgisch-lothringischen Adelsgeschlechts von Bübingen.

## Geschichte

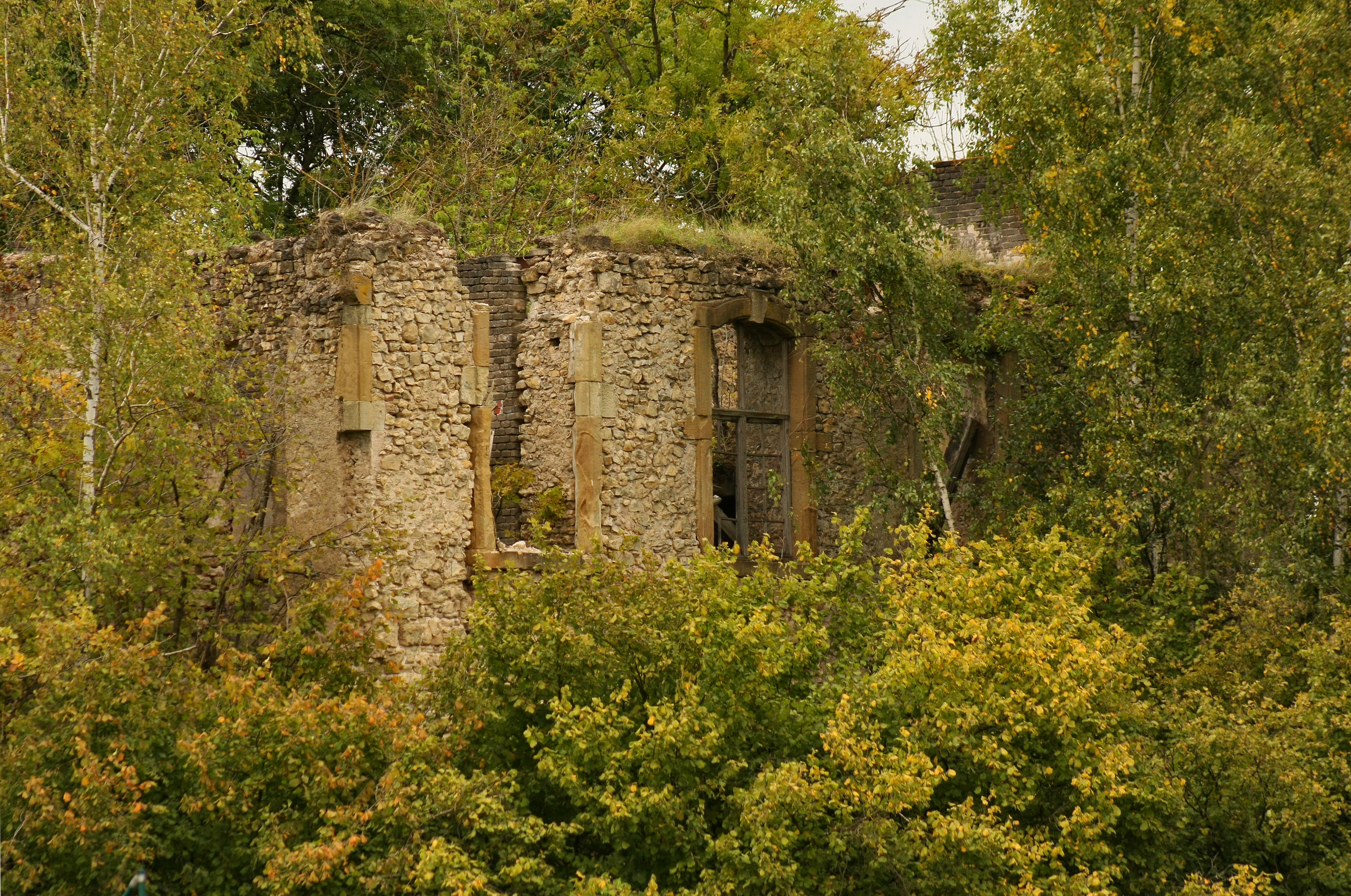
Schlossruine Bübingen

Das Schloss Bübingen ging aus einem fränkischen Herrenhof hervor, der nach der Verdrängung der Römer durch die Franken im Moselraum entstanden war. Der Gutshof befand sich auf dem Gebiet der Herrschaft Nennig, über die bis 1769 der Kurfürst von Trier, der Herzog von Lothringen und der Herzog von Luxemburg gemeinschaftlich die Landeshoheit ausübten. Dabei war Schloss Bübingen Sitz einer luxemburgischen Herrschaft und das unweit gelegene Schloss Berg Sitz einer lothringischen Herrschaft. Die Einwohner von Nennig, das schon damals aus den Ortsteilen Nennig, Wies, Berg und Bübingen bestand, waren demnach Untertanen von verschiedenen Herren. In den Jahren 1330 bis 1340 wurde der Herrensitz Bübingen vom Luxemburger Landprobst Gobel von Remich zu einer Wasserburg umgebaut, um gemeinsam mit dem benachbarten Schloss Thorn den Übergang über die Mosel bei Remich zu sichern. Im Laufe der Zeit entwickelte sich daraus ein Renaissance-Schloss. Dieses wurde im Jahre 1668 durch französische Truppen unter Marschall Créquy vollständig zerstört. In der zweiten Hälfte des 18. Jahrhunderts wurde es als dreigeschossiges neunachsiges Schloss mit barocker Haube wiederaufgebaut. Die Hauptfront mit zwei je zweiachsigen Mittelrisaliten erstreckte sich über 35 Meter. Im Erdgeschoss des Nordost-Turmes befand sich die Schlosskapelle. 1939 entdeckte der Stabsarzt Dr. Harms im Dachboden des Schlosses dessen Archiv, das er dem Landesmuseum in Trier übergab und somit vor dem Untergang bewahrte. 1940 ging Schloss Bübingen in den Besitz des Kreises Saarburg über und diente in den nächsten Jahren als Lehrerinnen-Bildungsanstalt. Während der schweren Kämpfe um den Orscholzriegel Ende 1944/Anfang 1945 diente das Schloss den deutschen Verteidigern als Beobachtungsposten. Im Januar/Februar 1945 wurde es von der amerikanischen 94. Infanterie-Division angegriffen und zerstört. Um einen darin befindlichen deutschen Maschinengewehrposten auszuschalten, sprengten die Amerikaner kurzerhand die Schlosswand. Die überlebenden Verteidiger in den oberen Geschossen wurden gefangen genommen oder erschossen, die Mannschaften im Keller wurden durch Einwurf von Sprengkörpern getötet. Schloss Bübingen bildet seitdem eine Ruine. Es befindet sich heute in Privatbesitz und ist für die Öffentlichkeit nicht zugänglich.
Das historische Archiv, welches bis 1954 im Schloss untergebracht war, wird heute im Landesarchiv Saarbrücken verwahrt.